# Shuteria
Shuteria es un género de plantas con flores con 18 especies perteneciente a la familia Fabaceae. Es originario de las regiones templadas y tropicales de Asia.

## Especies
- Shuteria africana
- Shuteria anabaptis
- Shuteria annamica
- Shuteria anomala
- Shuteria cavaleriei
- Shuteria densiflora
- Shuteria ferruginea
- Shuteria glabrata
- Shuteria hirsuta
- Shuteria involucrata
- Shuteria longipes
- Shuteria pampaniniana
- Shuteria rotundifolia
- Shuteria siamensis
- Shuteria sinensis
- Shuteria suffulta
- Shuteria trisperma
- Shuteria vestita